# Морепродукти

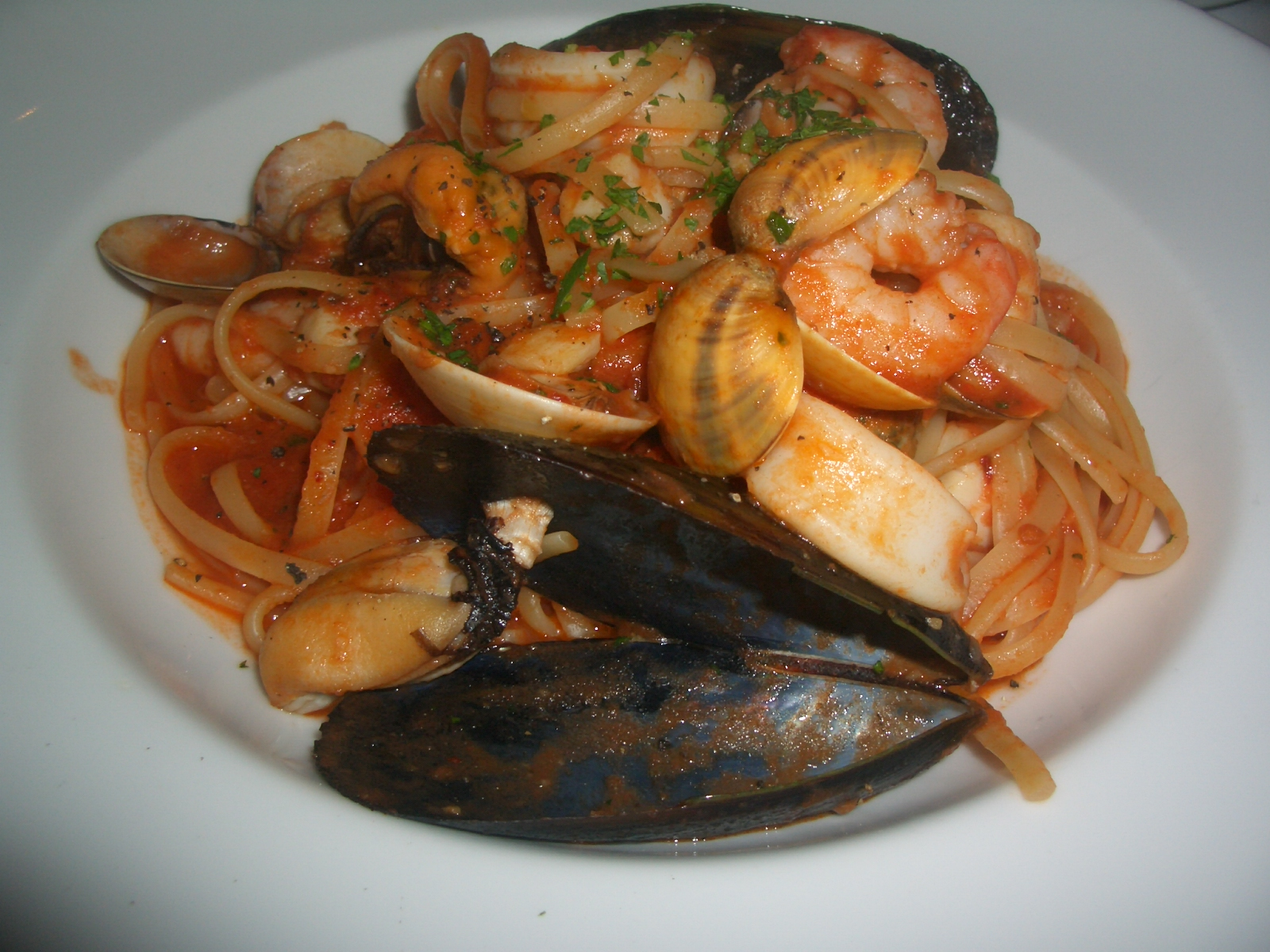
Страва з молюсками та креветками

Морепродуќти, дари́ моря — різноманітні їстівні морські тварини, такі як ракоподібні (включно з креветками, крабами, лангустами та омарами), молюски, голкошкірі тощо.

## Загальний опис
У багатьох країнах морепродукти вважаються делікатесом.
У приморських та острівних країнах морепродукти традиційно відіграють важливу роль у раціоні людини.
Серед залишків кам'яної епохи археологи в багатьох місцях по всьому світу стикаються з рештками молюсків у місцях поселення людей, який доводить, що їх їли ще до початку становлення сільського господарства.
Морепродукти мають високу поживну цінність і є ідеальною їжею за умови, що вони поставляються з чистої води.
Їхня погана якість може бути причиною серйозних отруєнь.

## Основні різновиди
Основні групи морепродуктів — це ракоподібні та молюски.
Ракоподібні — це група членистоногих, що включає омарів, раків, крабів та креветок.
Молюски — група безхребетних, здебільшого укритих черепашкою. Це, зокрема, устриці, гребінці, мідії, равлики, головоногі (каракатиці, кальмари, восьминоги).
Окрему групу становлять голкошкірі, такі як морські їжаки.

## Склад: холестерин, вітаміни, мікроелементи
Як і більшість продуктів тваринного походження, морепродукти містять холестерин; його менше у молюсків (40—100 мг на 100 г); у ракоподібних більше — 100—200 мг. Значно більша кількість холестерину міститься в кав'ярі.
Морські молюски й ракоподібні — добре джерело білка, містять велику кількість вітамінів групи B, зокрема ніацину та кобаламіну (вітамін PP та B12). Вітамін B12, мабуть, єдиний вітамін, який може зберігатися в тілі людини довший час та використовуватися пізніше. Він відіграє важливу роль у процесі утворення крові.
Морепродукти — найкраще дієтичне джерело йоду, селену та фтору для людини. Крім того, містять помірну кількість заліза, цинку та магнію. Вміст заліза в них становить 30—50 % його вмісту в червоному м'ясі.
Ракоподібні й молюски є також гарним джерелом кальцію, а устриці — найбагатшим природними дієтичним джерелом цинку.
Вони є сильними афродизіаками, реально впливають на зміцнення потенції.